# Mertzwiller
Mertzwiller (Duits: Merzweiler im Unterelsass) is een gemeente in het Franse departement Bas-Rhin in de regio Grand Est. De gemeente telde 3.367 inwoners op 1 januari 2022.

## Geschiedenis
De gemeente maakte voor 2015 deel uit van het arrondissement Haguenau en kanton Niederbronn-les-Bains. Op 1 januari 2015 fuseerde het arrondissement met het arrondissement Wissembourg tot het arrondissement Haguenau-Wissembourg. Toen op 22 maart 2015 het kanton werd opgeheven werden de gemeenten ervan opgenomen in het kanton Reichshoffen.

## Geografie
De oppervlakte van Mertzwiller bedraagt 6,96 vierkante kilometer; Op 1 januari 2022 was de bevolkingsdichtheid 483,8 inwoners per km².

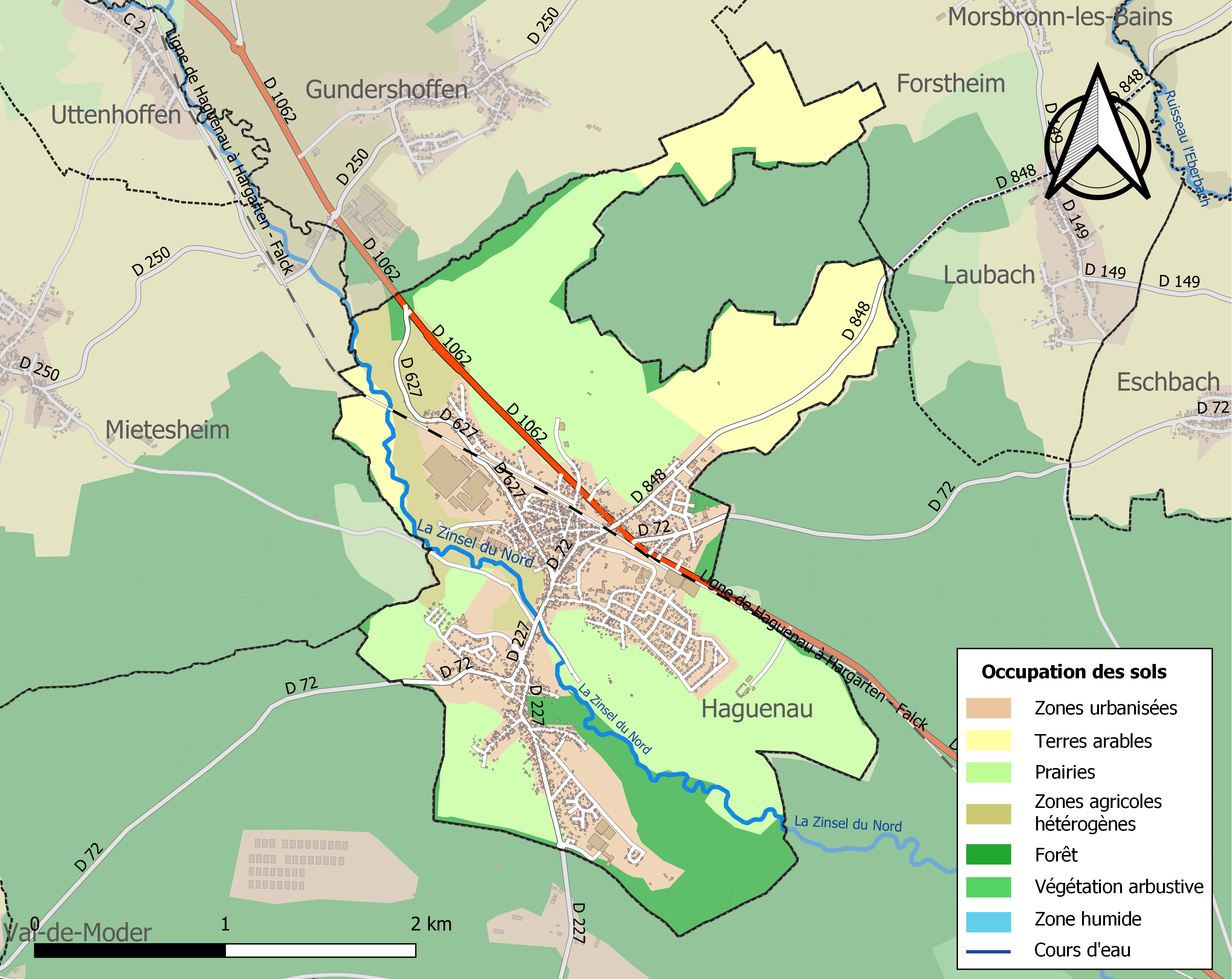
Kaart van de gemeente met de belangrijkste infrastructuur, bodemgebruik en omliggende gemeenten

## Demografie
Onderstaande figuur toont het verloop van het inwonertal.

## Verkeer en vervoer
In de gemeente staat het spoorwegstation Mertzwiller.
Biblisheim · Bitschhoffen · Dambach · Dieffenbach-lès-Wœrth · Durrenbach · Engwiller · Eschbach · Forstheim · Frœschwiller · Gumbrechtshoffen · Gundershoffen · Gunstett · Gœrsdorf · Hegeney · Kindwiller · Kutzenhausen · Lampertsloch · Langensoultzbach · Laubach · Lembach · Lobsann  · Merkwiller-Pechelbronn · Mertzwiller · Mietesheim · Morsbronn-les-Bains · Niederbronn-les-Bains · Niedermodern · Niedersteinbach · Oberbronn · Oberdorf-Spachbach · Obersteinbach · Offwiller · Preuschdorf · Reichshoffen · Rothbach · Uhrwiller · Uttenhoffen · Val-de-Moder · Walbourg · Windstein · Wingen · Wœrth · Zinswiller